# Hoheria lyallii
Hoheria lyallii (Engels: mountain lacebark) is een plantensoort uit de kaasjeskruidfamilie (Malvaceae). Het is een kleine, zich uitspreidende loofboom. De boom heeft dunne bladeren, bedekt met kleine haartjes. Deze zijn het breedst aan de basis en worden smaller naar de punt. De bloemen hebben een witte kleur en ontwikkelen zich tot een droge smalvleugelige vrucht.
De soort is endemisch op het Zuidereiland in Nieuw-Zeeland. Hij groeit daar in het oosten van Canterbury en Marlborough. Verder is er een populatie in het Nationaal park Kahurangi in Nelson. De boom groeit in droge bergachtige en subalpiene gebieden langs de hogere bosranden. Af en toe wordt de soort aangetroffen op rivier- en beekterrassen waar hij in bosjes groeit.
De soortaanduiding lyallii eert de Schotse natuuronderzoeker en ontdekkingsreiziger David Lyall (1817-1895).

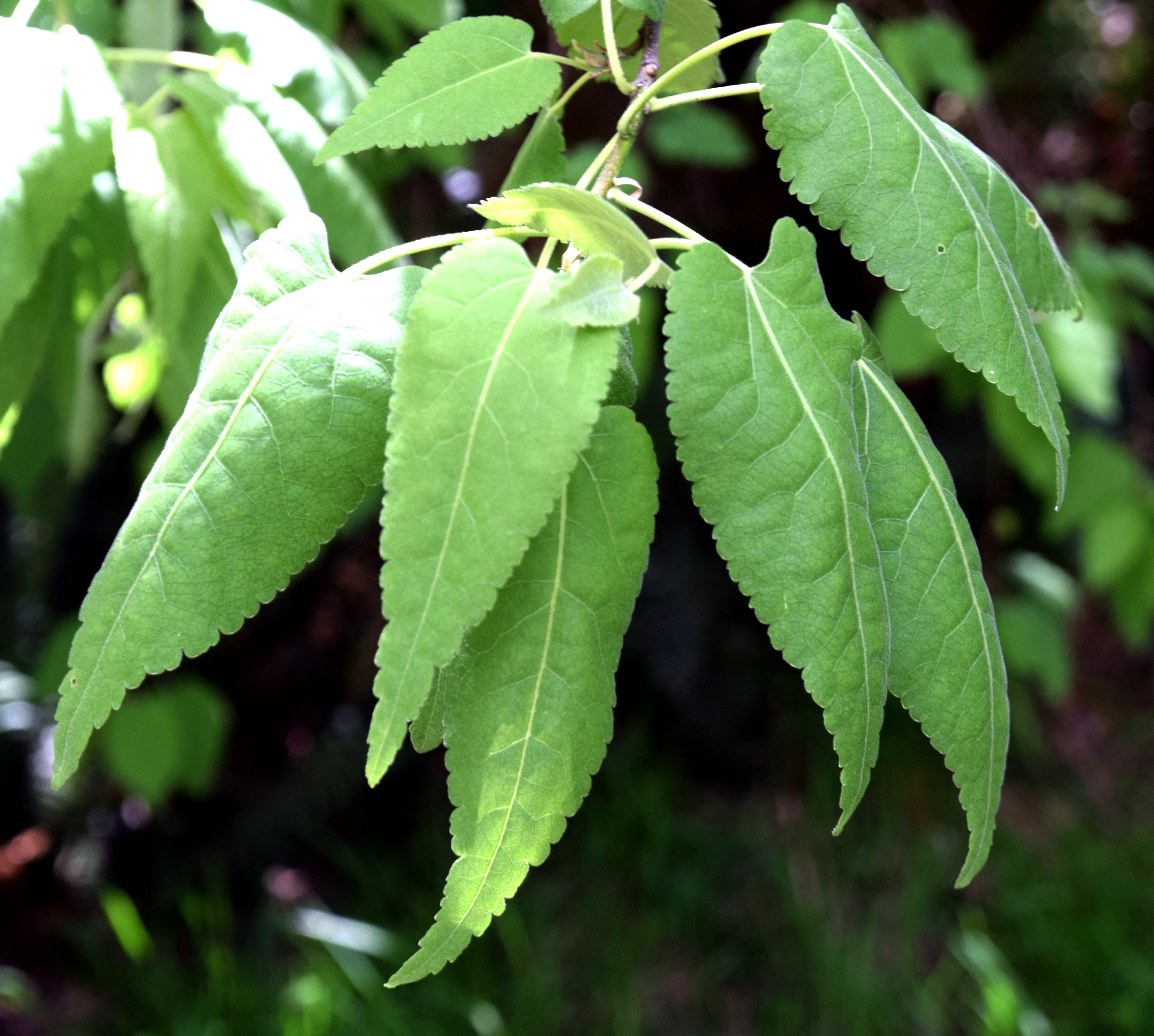
Bladeren
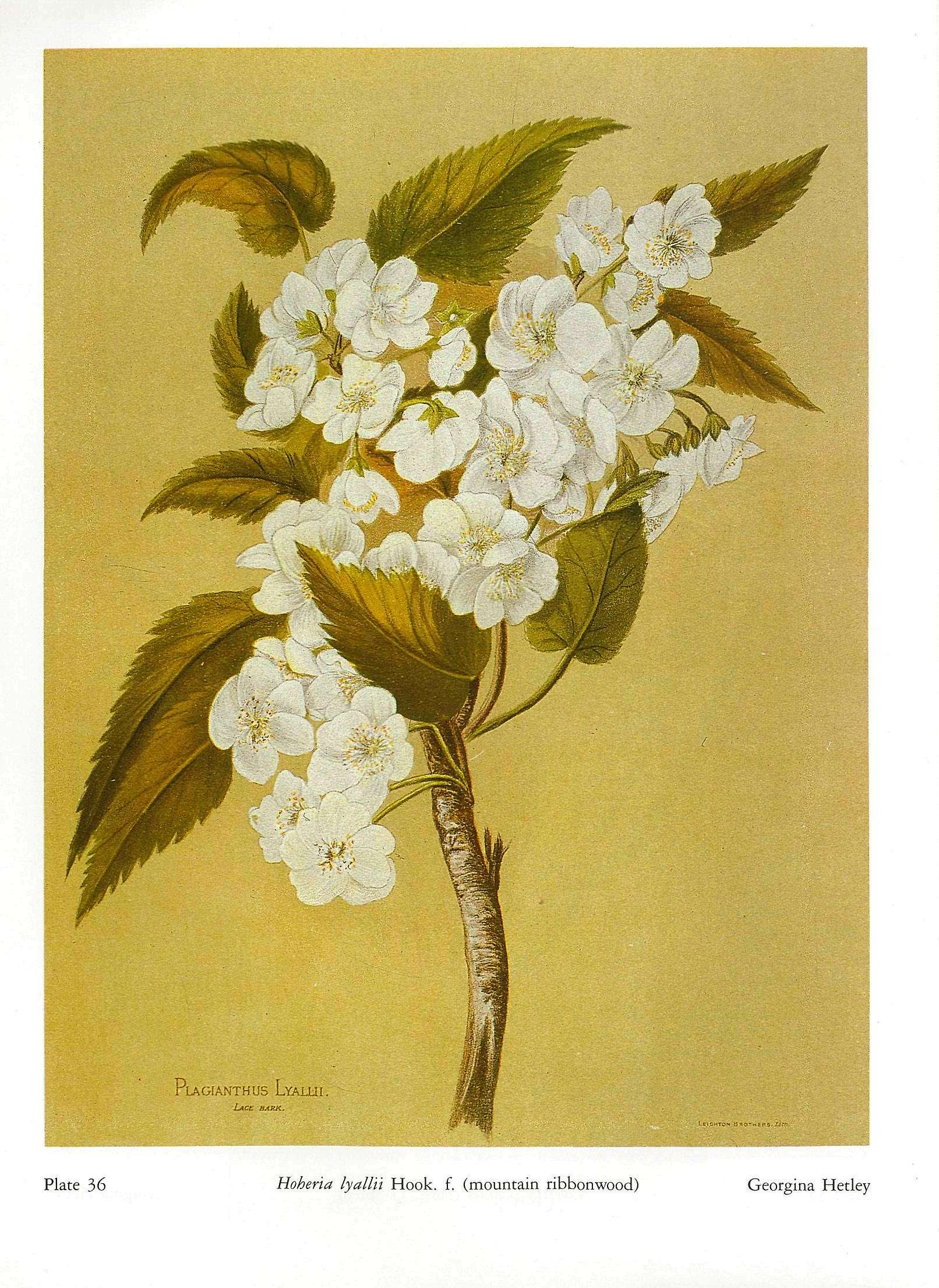
Bloemen